# Туризм у Мексиці

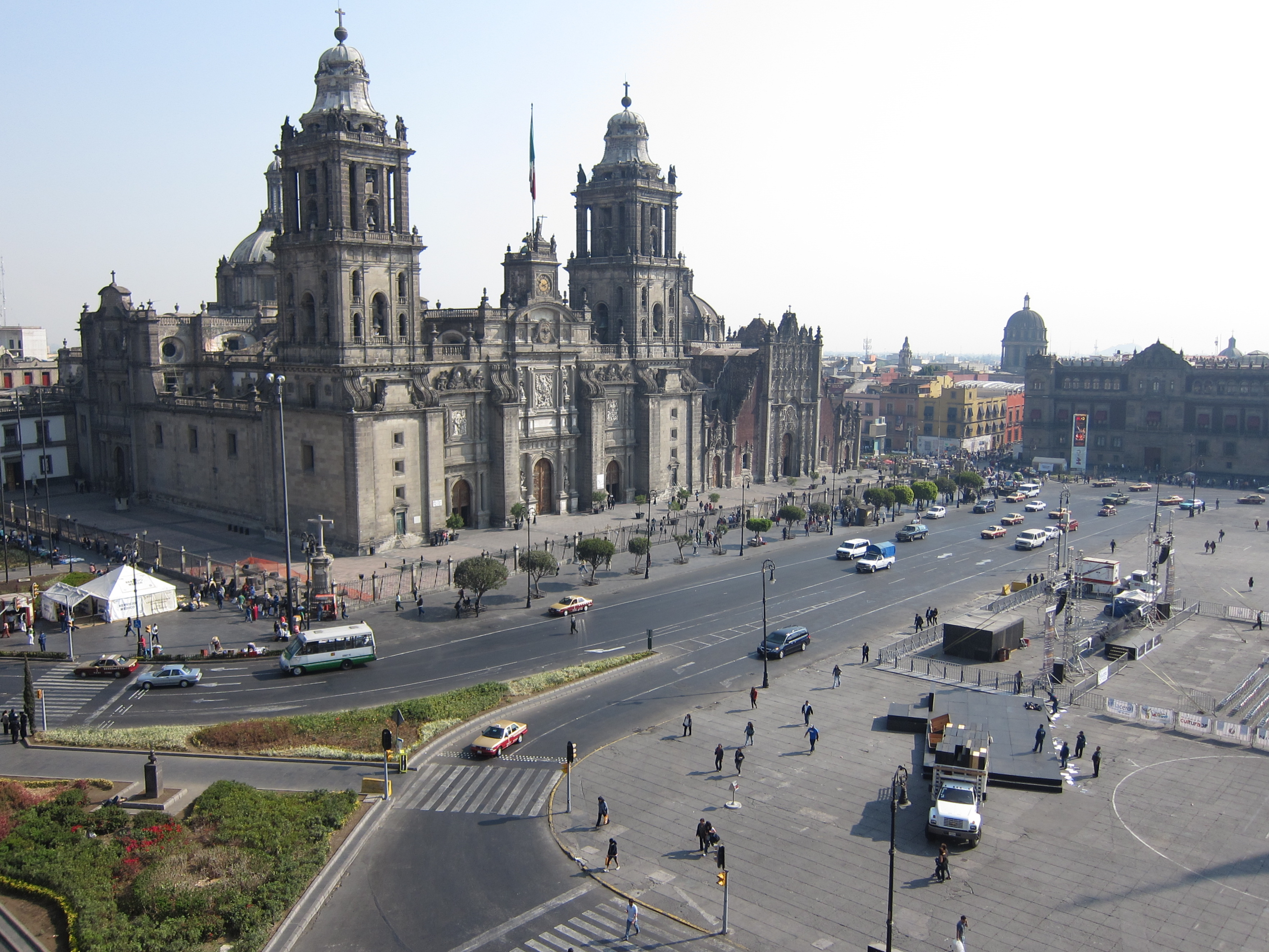
Історичний центр Мехіко

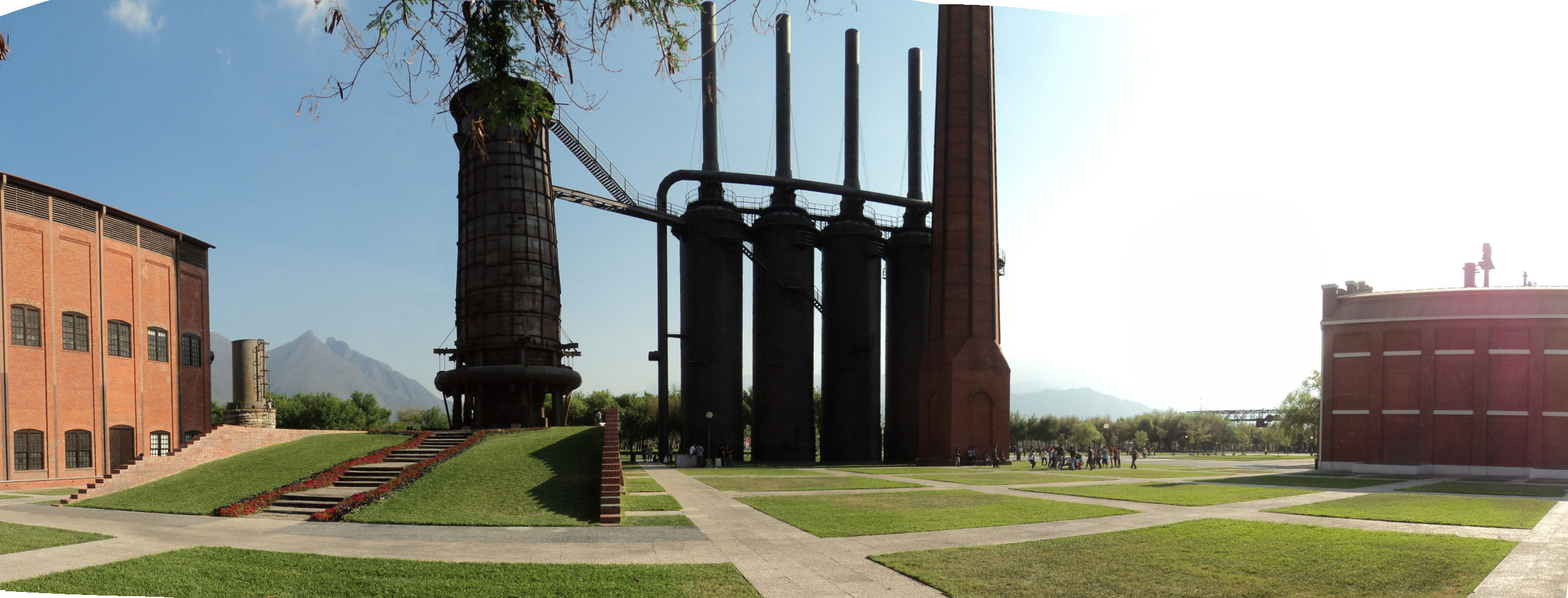
Парк Фундідора в Монтерреї

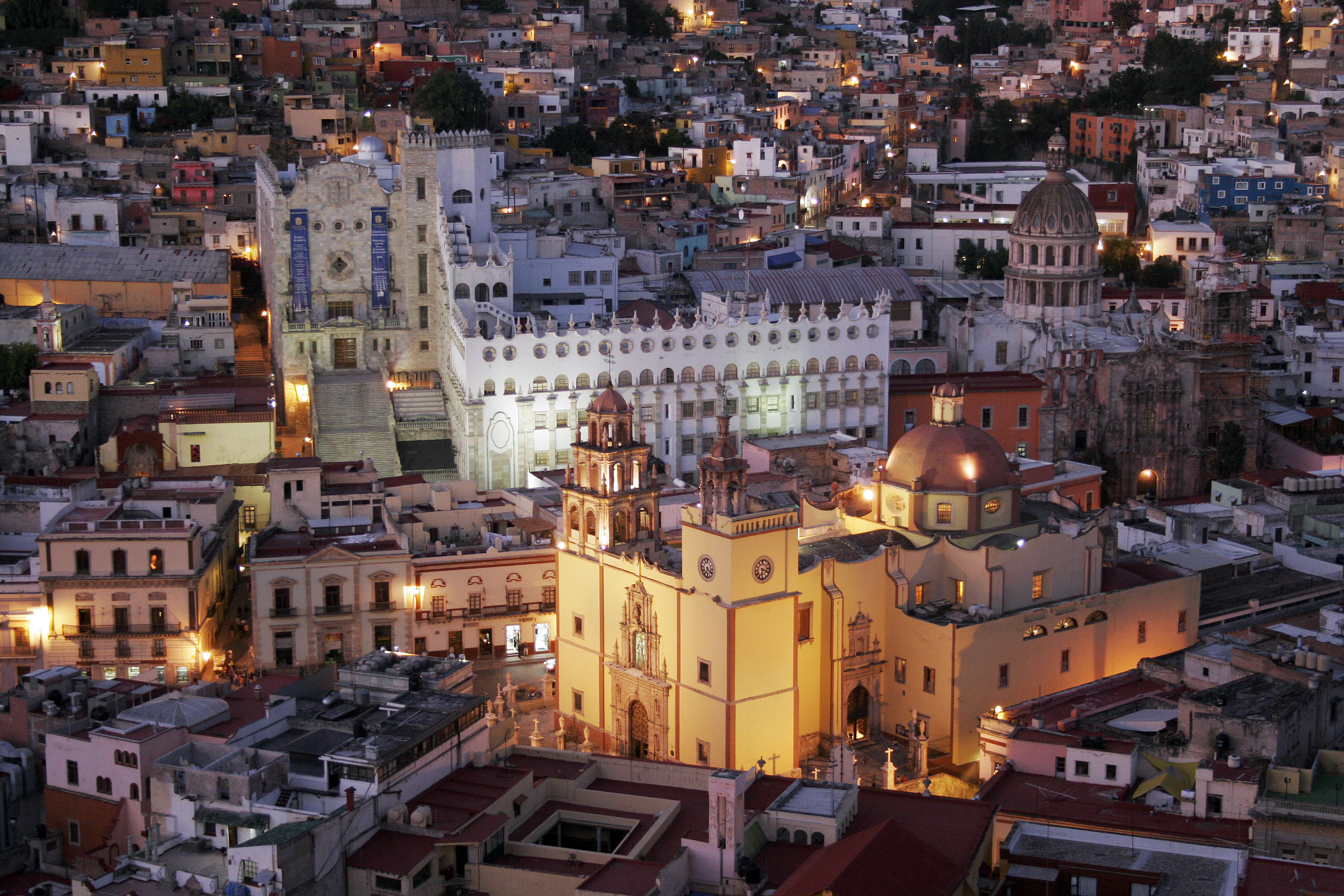
Гуанахуато

Туризм у Мексиці є однією з найрозвиненіших галузей економіки. Мексика є однією з найвідвідуваніших країн у світі. Привабливість Мексики для туристів обумовлена поєднанням багатьох факторів: унікальна культура, що включає культурні фестивалі, міста з архітектурою часів іспанського колоніального панування, руїни давніх мезоамериканських міст, наявність природних заповідників і пляжних курортів у поєднанні зі сприятливим кліматом. Пік туристичного сезону в країні — від жовтня до середини літа, зі «сплесками» протягом тижня перед Новим роком, Великоднем і весняних канікул, коли на пляжні курорти приїжджає багато студентів зі США.
Більшість туристів, які відвідують Мексику, — громадяни США і Канади. Менш представлені туристи з країн Європи, Азії та Латинської Америки. В країні зростає також виїзний туризм — тоді як нижчий середній клас Мексики вважає за краще проводити відпустку у власній країні, заможні верстви воліють подорожувати за кордон.
За звітом 2016 року WTO Tourism Highlights 2016 Мексика займає 9-е місце за привабливістю для туристів у світі.

## Пам'ятки міст
- Столиця країни — місто Мехіко — є відправною точкою для відвідування давнього індіанського міста Теотіуакан, відомого своїми культовими спорудами — пірамідою Сонця і пірамідою Місяця. В Мехіко розташовані торгові райони, Сокало — одна з найбільших площ у світі, Пласа де Торос[es] — найбільша в світі арена для кориди, Національний палац, побудований на місці палацу Монтесуми і найбільший в Західній півкулі кафедральний собор. У Мехіко також розташований один з найбільших музеїв світу — Національний музей антропології та історії.

- Друге за чисельністю населення місто Мексики — Гвадалахара, є батьківщиною деяких з найвідоміших у Мексиці традицій, таких як текіла, музика маріачі і чаррос[es] (мексиканські ковбої). Поряд з Мехіко і пляжними курортами (Канкун, Акапулько тощо), Гвадалахара є одним з найвідвідуваніших міст у Мексиці. В місті розташована велика кількість музеїв, картинних галерей і театрів. В Гвадалахарі регулярно проходять такі значущі події, як міжнародний книжковий ярмарок[en] — другий за значущістю в світі і перший за значущістю для іспаномовних країн[2]. Місто також відоме завдяки розвитку андеґраунду, а також електронної музики. З архітектурних пам'яток Гвадалахари виділяються кафедральний собор, театр Дегольядо[en] і шпиталь Кабаньяс, який є об'єктом Всесвітньої спадщини ЮНЕСКО. В Гвадалахарі і її околицях — містах Тлакепаке, Пуерто-Вальярта й інших є багато торгових центрів, а також природних об'єктів, таких як каньйон Облатос[en].

- Місто Монтеррей у штаті Нуево-Леон, засноване в кінці XVI століття, відоме своїми музеями: Музей історії Мексики, Музей сучасного мистецтва, Метрополітен-музей Монтеррея і Палац уряду[en]. Штучний канал Санта Лючія[es] довжиною 2,5 км схожий на аналогічний канал в Сан-Антоніо (США, штат Техас) і з'єднує Фундідора-парк з Макроплаза[en] — головною площею Монтеррея.

- Місто Морелія — столиця штату Мічоакан. В історичному центрі міста розташовані понад 1000 історичних пам'яток, серед яких кафедральний собор і акведук.

Інші міста Мексики, відомі туристичними пам'ятками:
- Чіуауа
- Долорес-Ідальго, штат Гуанахуато
- Гуанахуато
- Оахака, штат Оахака
- Пуебла, штат Пуебла
- Леон, штат Гуанахуато
- Сан-Кристобаль-де-лас-Касас, штат Чіапас
- Сан-Міґель-де-Альєнде, штат Гуанахуато
- Сантьяго-де-Керетаро, штат Керетаро
- Сакатекас, штат Сакатекас.

## Пляжний відпочинок

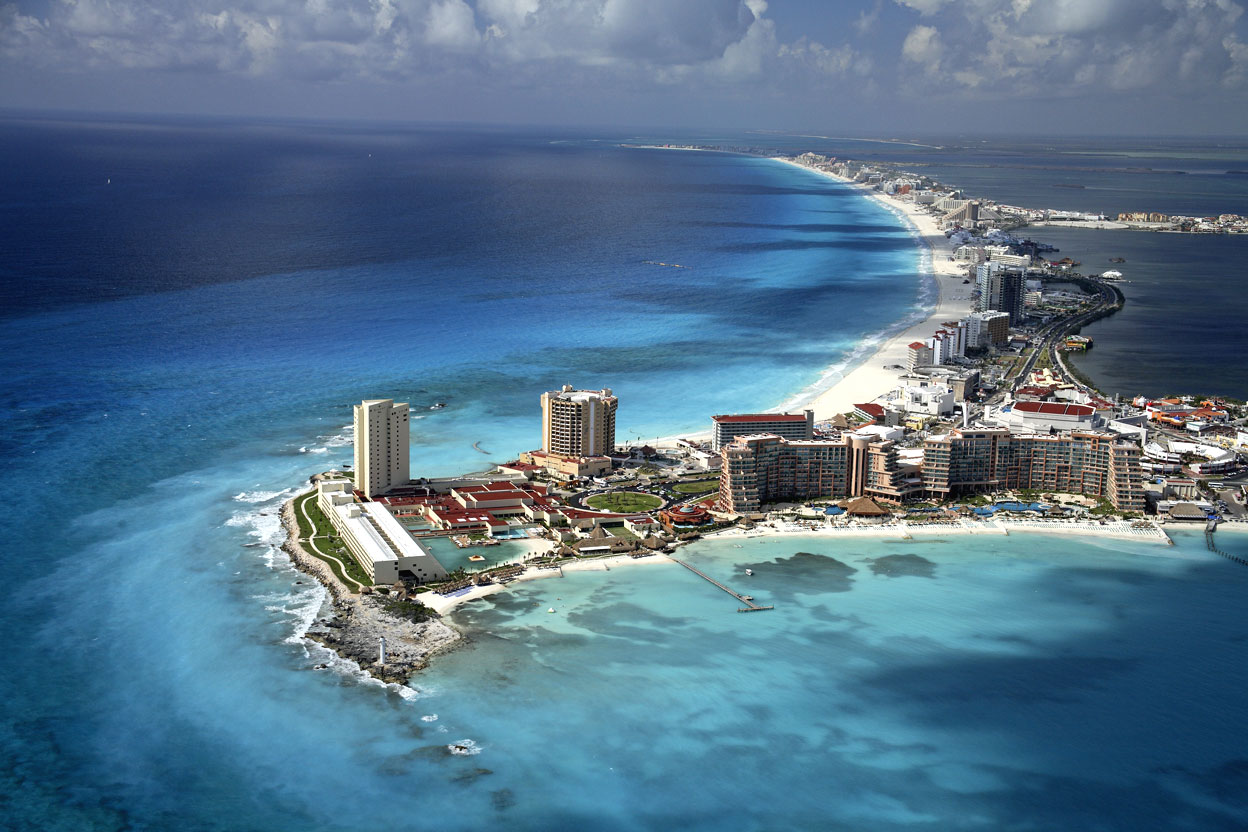
Канкун

Узбережжя Мексики славиться своїми пляжами, найвідоміші з них розташовані в таких місцях:
- Акапулько
- Гуаймас
- Ікстапа[es]
- Канкун
- Острів Косумель
- Острів Жінок[es]
- Острів Хольбош[es]
- Кабо-Сан-Лукас
- Мансанільйо
- Масатлан
- Плая-дель-Кармен[es]
- Пуерто-Ескондідо[es]
- Пуерто-Вальярта
- Пуерто-Пеньяско
- Прогресо
- Санта-Марія-Уатулько[en]
- Сан-Хосе-дель-Кабо[es]
- Тулум
- Енсенада (Нижня Каліфорнія)

На півострові Юкатан розташований один з найпопулярніших пляжних курортів Мексики — Канкун, особливо популярний серед студентів вищих навчальних закладів під час весняних канікул. Неподалік від нього розташовані острови Мухерес і Хольбош. На південь від Канкуна тягнеться стокілометрова прибережна смуга Карибського моря — Рив'єра-Мая, на якій розташовані курортні містечка та екологічні парки Шкарет і Шель-Ха. На південному краю Рів'єра-Мая розташоване місто Тулум, відоме розкопками стародавніх міст мая.
Крім знаменитих на весь світ сенотів, на Юкатані також є безліч систем підземних річок, таких як «Сак-Актун». Сеноти і підземні річки приваблюють дайверів з усього світу.
На тихоокеанському узбережжі Мексики найвідомішим пляжним курортом є Акапулько. Акапулько відомий також як улюблене місце дайверів — пірнальників зі скелі.
Вздовж узбережжя на південь від Акапулько розташовані пляжі Пуерто-Ескондідо, Пуерто-Анхель і нудистські пляжі Плая Сиполіте. На північ від Акапулько розташоване курортне місто Ікстапа і Сіуатанехо. Далі на півночі розташовуються пляжі Мічоакан, популярні в любителів серфінгу.
В центральній і північній частині тихоокеанського узбережжя Мексики найпопулярніші пляжі розташовані в Масатлані й Пуерто-Вальярта. Менш відомі пляжі в Барра-де-Навідад, Баія-де-Кіно і чорні піски Сіютлан. Курорт Сан — Карлос популярний у зимовий час, особливо серед пенсіонерів.
На південному краю півострова Нижня Каліфорнія розташоване курортне містечко Кабо-Сан-Лукас, місто відоме своїми пляжами і ловом марліна. Далі на північ Каліфорнійської затоки міститься інший пляжний курорт, Баія-де-Консепсьйон, також відомий своєю спортивною риболовлею. Ближче до кордону зі США розташований курорт Сан-Феліпе.

## Екстремальний туризм у Мексиці
Мексика славиться своїми вулканами, печерами і системами підземних річок:
- Сак-Актун — найдовша в світі вивчена підземна річка
- Піко-де-Орісаба — вулкан, занесений до списку 7-ми вершин
- Печера Ластівок — найглибша печера вільного падіння в світі.